# 大卫·肯尼迪
大卫·马修·肯尼迪（英語：David Matthew Kennedy，1905年7月21日—1996年5月1日），
是美国政治家、商人，曾担任美国财政部长、美國常駐北大西洋公約組織代表，还曾是美国总统理查德·尼克松的特使。